# Teresa Guiccioli
Teresa Gamba Ghiselli, conocida como condesa Guiccioli (1800 – 1873) fue una noble y escritora italiana, conocida por ser la amante casadade Lord Byron mientras él vivía en Rávena y escribía los primeros cinco cantos de Don Juan. Escribió el relato biográfico Lord Byron's Life in Italy (La vida de Lord Byron en Italia).

## Primeros años y matromonio
Nació en 1800 en Rávena, de donde era originaria su familia. Teresa Gamba era hija del conde Ruggiero Gamba Ghiselli de Rávena (1770-1846) y de Amalia dei conti Macchirelli de Pésaro. Creció y se educó en un convento en Faenza que abandonó a los 16 años.
El 19 de enero de 1818, Teresa se casó con un anciano diplomático, el conde Alessandro Guiccioli, 50 años mayor que ella y que había enviudado por segunda vez. El conde Guiccioli era un noble que se había congraciado con Napoleón durante su campaña en Italia en 1796, y durante el gobierno francés de Italia durante la era napoleónica, el conde Guiccioli ocupó una serie de altos cargos, lo que lo convirtió en uno de los hombres más poderosos de Italia. No hay evidencia de que Teresa, su tercera esposa, sintiera algún afecto por él.

## Relación con Lord Byron
Tiempo después, en el salón de la condesa Marina Querini en Venecia, Teresa Guiccioli conoció a Lord Byron, quien vivía en un piso alquilado en el Palazzo Mocenigo, en el sestiere de San Marco. De regreso a Rávena, Byron se reunió con ella, frecuentó la casa de los Guiccioli y formó un vínculo sentimental con Teresa.
La relación de Byron con Teresa era peligrosa, ya que el conde Guiccioli todavía era un hombre poderoso y se creía ampliamente que en 1816 había estado detrás del asesinato de otro noble que lo estaba demandando por haberse apoderado de sus tierras bajo el gobierno de Napoleón. En una carta que le envió el 22 de abril de 1819, escrita en italiano, Byron escribió: "A veces me dices que he sido tu primer amor verdadero, y te aseguro que tú serás mi última Pasión".En una carta, Byron escribió que ella le envió por correo un poco de su vello púbico, lo que era un gesto tradicional italiano que indicaba su voluntad de iniciar una aventura. La condesa Guiccioli vivió con Byron como su esposa de hecho primero en Rávena y luego en Génova hasta 1823.

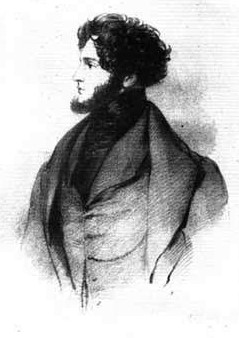
Pietro Gamba (1801-1828), hermano de Teresa y amigo de Lord Byron.

El 12 de julio de 1820, el Papa decretó la separación matrimonial de los Guiccoli pero no el divorcio, a condición de que Teresa viviera con su padre y no con su amante. Su padre, el conde Ruggiero Gamba, era un nacionalista italiano que quería unificar todos los estados italianos en uno solo, un proyecto que también significaría que el imperio austríaco, que gobernaba gran parte de lo que hoy es el norte de Italia, también perdería mucho territorio. Bajo la influencia de Teresa, Byron se unió a los carbonarios, una sociedad pseudomasónica secreta dedicada a la unidad italiana y a expulsar a los austriacos, a la que ya se habían unido su padre y su hermano. Por conspirar contra el imperio austríaco, el conde Gamba fue exiliado al campo, en la región de Romaña.
En 1823, las autoridades austriacas permitieron al conde Gamba abandonar su exilio en Romaña con la condición de que la condesa Guiccioli pusiera fin a su relación con Byron y regresara con su marido. La noticia de que la condesa Guiccioli lo abandonaba ayudó a precipitar la decisión de Byron de ir a luchar del lado griego en la guerra de independencia de Grecia. Cuando Byron subió a bordo del Hércules, el barco que lo llevaría de Génova a Grecia, provocó un "dolor apasionado" en Guiccioli, quien rompió a llorar mientras se despedía de su amante. Acompañando a Byron a Grecia estaba su hermano, Pietro Gamba, quien serviría como la torpe mano derecha de Byron. La última carta de Byron a Guiccioli está fechada el 17 de marzo de 1824. Murió el 19 de abril siguiente. Teresa Guiccioli se quedó con algunos manuscritos del poeta, que ahora se conservan en la biblioteca Pierpont Morgan.

## Otras relaciones

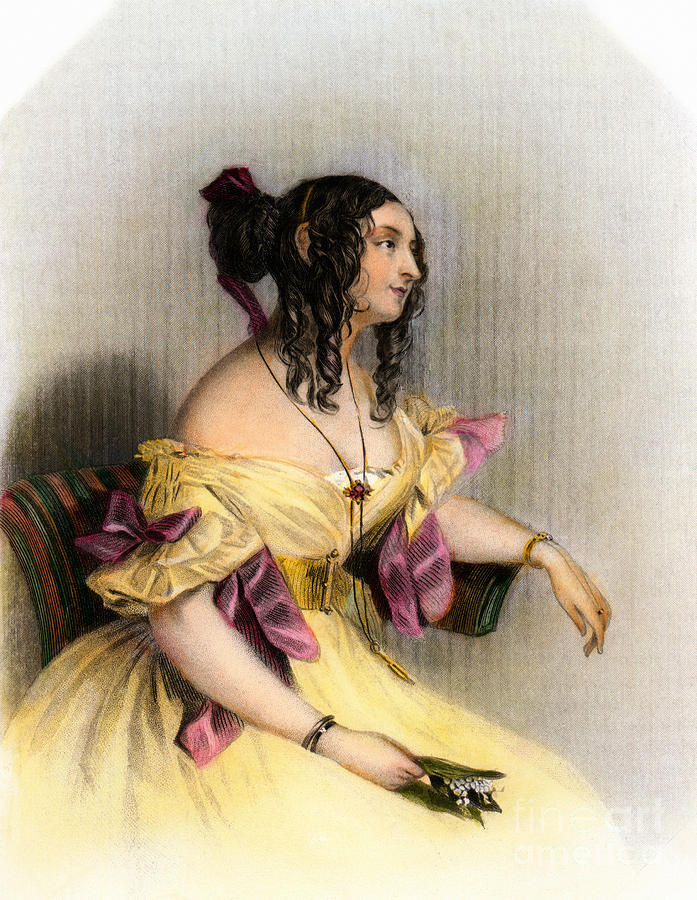
Dibujo de Teresa Guiccioli,.

A principios de 1825, se convirtió en la amante de Henry Edward Fox, dramaturgo e hijo del barón Holland. El conde Guiccoli, de quien se había separado desde 1820, falleció el 21 de abril de 1840. En Roma, en un baile de la familia Torlonia, organizado para celebrar la Nochevieja de 1826, conoció a Alphonse de Lamartine, con quien mantuvo un breve romance. A partir de 1838, se convirtió en la amante del compositor francés Hippolyte-Raymond Colet (1808-1851). El 15 de diciembre de 1847 se casó en París con Hilaire Étienne Octave Rouillé de Boissy (1798-1866), marqués de Boissy; quien se jactó de la relación de Teresa con Byron, presentándola como "Madame la Marquise de Boissy, autrefois la Maitresse de Milord Byron" (la marquesa de Boissy, anteriormente la amante de Lord Byron).En 1857, le compra a su nuera Octavie Rouillé de Boissy el marquesado de Castelnau, en la comuna de Plou, departamento del Cher.

## Últimos años
En una fiesta en París organizada por Napoleón III en la década de 1860, la esposa del embajador estadounidense presentó a una rica turista estadounidense, la señora Mary R. Darby, a la ahora anciana condesa Guiccioli, diciendo que era una de las últimas personas vivas que conocía personalmente a Byron. La señora Darby se presentó diciendo que había oído que Byron era el "rey de los poetas", sólo para que Guiccioli, que todavía estaba enamorado de él, dijera que Byron era el "rey de los hombres". La señora Darby se hizo amiga de Guiccioli, quien le mostró dos manuscritos que había escrito en francés, recordando su juventud con Byron. La señora Darby, que rápidamente se convirtió en la mejor amiga de Guiccioli, trabajó con ella para convertir los manuscritos en libros, de los cuales sólo uno ha sobrevivido.
Con la muerte del marqués de Boissy en 1866, Teresa regresó a Italia. Cuando la condesa Guiccioli murió en 1873 en Florencia sin hijos, sus papeles fueron heredados por su sobrino nieto, el conde Carlo Gamba, quien los escondió en los archivos de su familia, creyendo que la escandalosa relación de su tía abuela con Byron dañaría la reputación de la familia. No fue hasta 2005 que uno de los libros que la condesa Guiccioli escribió sobre su relación con Byron fue publicado.

## En la cultura popular
Alejandro Dumas padre la incluyó como personaje secundario en su novela El Conde de Montecristo utilizando el nombre disfrazado de "Condesa G-".  Lord Byron también utilizó este nombre abreviado en sus diarios.
El protagonista de Desgracia, una novela de J. M. Coetzee, trabaja en una ópera sobre Lord Byron desde el punto de vista de Guiccioli.